# Luzowanie ilościowe
Luzowanie ilościowe (ang. quantitative easing, QE) – działanie w ramach polityki pieniężnej, polegające na tym, że bank centralny nabywa z góry określoną ilość obligacji rządowych lub innych aktywów finansowych w celu pobudzenia aktywności gospodarczej (skupowanie długoterminowych aktywów na dużą skalę).
Działanie odwrotne do luzowania ilościowego określane jest jako zacieśnianie ilościowe (ang. quantitative tightening, QT).

## Opis
Standardowy instrument służący do regulacji podaży pieniądza to stopy procentowe banków centralnych. Jednak jeśli są one bliskie zera, i nie wystarcza to do osiągnięcia pożądanych efektów makroekonomicznych (w szczególności, gdy trwa recesja gospodarcza i występuje pułapka płynności), bank centralny może, według ekonomii głównego nurtu, zwiększyć podaż pieniądza poprzez niekonwencjonalne bodźce podażowe, takie jak zakupy obligacji (zwłaszcza obligacji skarbowych). Bank centralny może skupiać takie działania w obszarach rynku, które są ogniskiem kryzysu. Zakup instrumentów dłużnych sprawia, że prywatne podmioty które utraciły doraźną płynność gotówkową, mogą przetrwać recesję. Uzyskane rozluźnienie rozprzestrzenia się w obrębie gospodarki i w założeniu prowadzi do obniżenia rynkowych stóp procentowych, przełamania recesji i spłacenia zakupionych obligacji. Luzowanie ilościowe nie zwiększa majątku banków komercyjnych, a jedynie zmienia w nim udział aktywów płynnych.
Stosowanie luzowania ilościowego sygnalizuje zaangażowanie się banku centralnego w utrzymanie bardzo niskich stóp procentowych.

### Luzowanie ilościowe w czasie globalnego kryzysu finansowego
W marcu 2009 r., po wybuchu kryzysu finansowego, System Rezerwy Federalnej Stanów Zjednoczonych po już wprowadzonym obniżeniu stopy do zera postanowił wykupić obligacje skarbu państwa i papiery wartościowe typu MBS o skumulowanej wartości ok. 1,25 biliona USD przez okres jednego roku w programie nazywanym w mediach QE1. W następnych miesiącach przeprowadzono także analogiczne programy QE2 (ok. 1 bilion USD przez okres 8 miesięcy od listopada 2010), oraz QE3 (o wartości 40 mld USD, bez limitu czasowego, od sierpnia 2012). Podobne programy realizowały w tym czasie również inne banki centralne, m.in. Bank Anglii i Bank Japonii.
Interwencje monetarne i fiskalne, takie jak QE i TARP, stosowane przez Fed i rząd USA w czasie kryzysu, przyniosły im już w 2010 r. zysk ze stopą zwrotu szacowaną na 8,2%, i w ocenie ekonomistów na pewno wpłynęły pozytywnie na rynki finansowe, i najprawdopodobniej przyczyniły się do załagodzenia i zakończenia recesji. Były szef Fed Ben Bernanke stwierdził w 2016 r., że luzowanie ilościowe nie jest optymalnym narzędziem, m.in. wiąże się z trudnościami przy odstępowaniu od tej polityki, ale może być uzasadnione ze względu na duże zagrożenie kryzysem, i ograniczenia polityczne w dostępności alternatyw. W 2012 r. oszacował, że dzięki temu narzędziu udało się uniknąć zmniejszenia zatrudnienia w gospodarce amerykańskiej o ok. 2 miliony miejsc pracy.
Od początku działań związanych z QE obserwowany jest znaczący przyrost bazy monetarnej, np. w 2007 r. wynosiła ona nieco ponad 800 mld USD, podczas gdy w 2013 r. przekroczyła 3 biliony USD.